# NGC 679
NGC 679 (również PGC 6711 lub UGC 1283) – galaktyka eliptyczna (E-S0), znajdująca się w gwiazdozbiorze Andromedy. Odkrył ją William Herschel 13 września 1784 roku.